# Conopora verrucosa
Conopora verrucosa är en nässeldjursart som först beskrevs av Studer 1878.  Conopora verrucosa ingår i släktet Conopora och familjen Stylasteridae. Inga underarter finns listade i Catalogue of Life.